# Schlacht von Tel el Khuweilfeh
1915: Suezkanal
1916: Romani – Magdhaba
1917: Rafah – Gaza (1) – Gaza (2) – Patt an der Palästinafront – Beerscheba – Tel el Khuweilfeh – Gaza (3) – El Mughar – Jerusalem
1918: Jericho – Tell ’Asur – Jordan (1) – Jordan (2) – Abu Tellul – Megiddo
Die Schlacht von Tel el Khuweilfeh (heute hebräisch תֵּל חָלִיף Tel Chalīf [tɛ̝l χalif], deutsch ‚Tel Halif‘), vom 1. bis 5. November 1917 war eine Reihe von militärischen Auseinandersetzungen zwischen der Triple Entente, vertreten durch das Britische Empire auf der einen und den Mittelmächten, vertreten durch Osmanisches und Deutsches Reich auf der anderen Seite. Nach dem Stillstand, der von April bis Oktober andauerte, starteten britische und australisch-neuseeländische Truppen eine Reihe koordinierter Angriffe auf die Frontlinie der von Deutschland befehligten Heeresgruppe Yıldırım, die sich von Gaza landeinwärts bis Beerscheba (Beʾer Scheva) erstreckten.

## Hintergrund

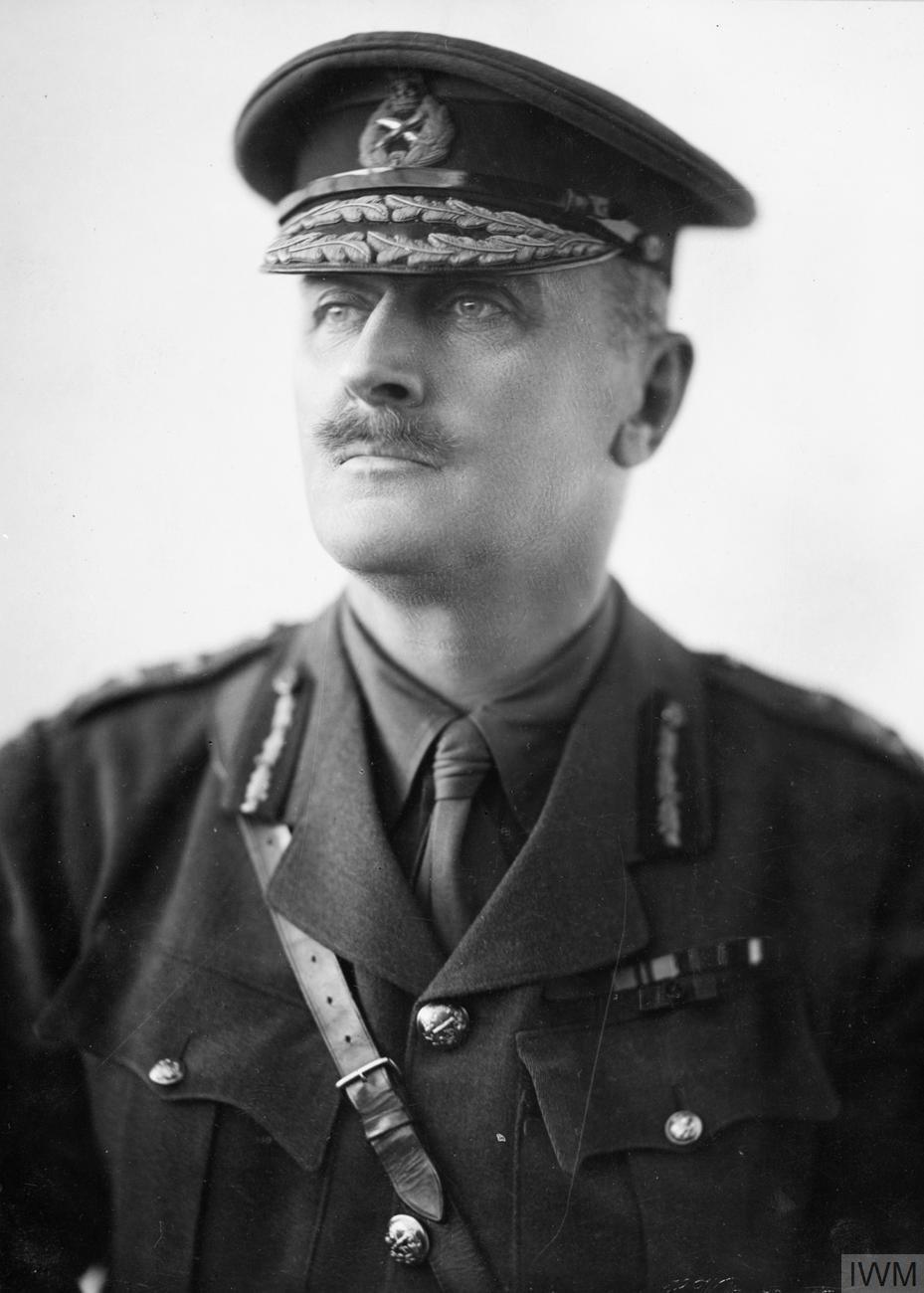
Edmund Allenby

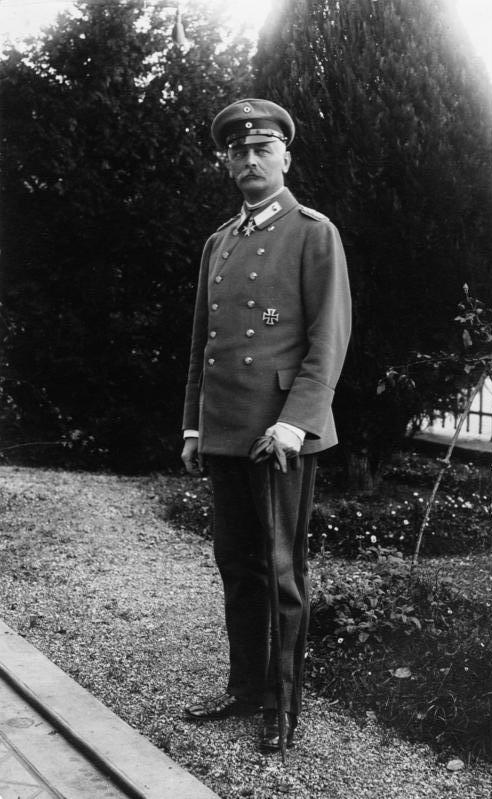
Erich von Falkenhayn

Nach den beiden gescheiterten Versuchen im März und April wurde Lieutenant-General Archibald Murray am 28. Juni als Oberbefehlshaber des Ägyptischen Expeditionskorps (EEF) durch Lieutenant-General Edmund Allenby ersetzt. Allenby löste die Eastern Frontier Force auf und teilte das EEF in ein Kavallerie- und zwei Infanteriekorps auf. Ebenfalls im Juni übernahm General Erich von Falkenhayn den Oberbefehl der Heeresgruppe Yıldırım. Falkenhayn kam schnell zu dem Schluss, dass die Front im osmanischen Mutesarriflik Jerusalem, das das südliche Gebiet des späteren Mandatsgebiets Palästina einnahm, von entscheidender Bedeutung war und vor einer britischen Offensive geschützt werden musste. Sein Ziel war es, die 7. osmanische Armee (General Fevzi Paša) nach Palästina zu verlegen und eine Offensive gegen die rechte Flanke der Briten durchzuführen, um sie in die Wüste zurückzutreiben. Er stieß jedoch auf den Widerstand der osmanischen Befehlshaber. Schließlich setzte sich Falkenhayn nach einem Besuch an der Front am 10. September durch und ordnete die sofortige Verlegung der 7. Armee von Aleppo an die Palästinafront an.

## Auftakt
Der Verlust von Beerscheba am 31. Oktober war ein schwerer Schlag für Falkenhayn. Die Garnison von Beerscheba (osman. Birüssebi) war gezwungen, sich 16 km weiter zu den osmanischen Verteidigungsanlagen bei Tel as-Sheria und Tel al-Khuweilfeh zurückzuziehen, wo sie von weiteren Truppen verstärkt wurden. Die osmanischen Truppen wurden zwar aus Beerscheba vertrieben, aber nicht vom Rest der osmanischen Verteidigungslinie, die sich westlich bis zur Mittelmeerküste erstreckte. Der Rest ihrer Linie wurde weiterhin massiv verteidigt, insbesondere bei Hareira, Sharia und Gaza. Die Eroberung von Beerscheba hatte die berittenen Einheiten des EEF über die Straße von Beerscheba nach Hebron und Jerusalem gebracht, sodass drei Infanteriebataillone der deutschen 8. Armee zur Verstärkung der osmanischen Truppen bei Khuweilfe geschickt wurden. Sie sollten die einzige befestigte Straße (heute ) in der Region, die direkt nach Hebron und Jerusalem führte und nur etwa 80 km nördlich verlief, vor der Bedrohung durch einen berittenen Vorstoß des EEF schützen. 

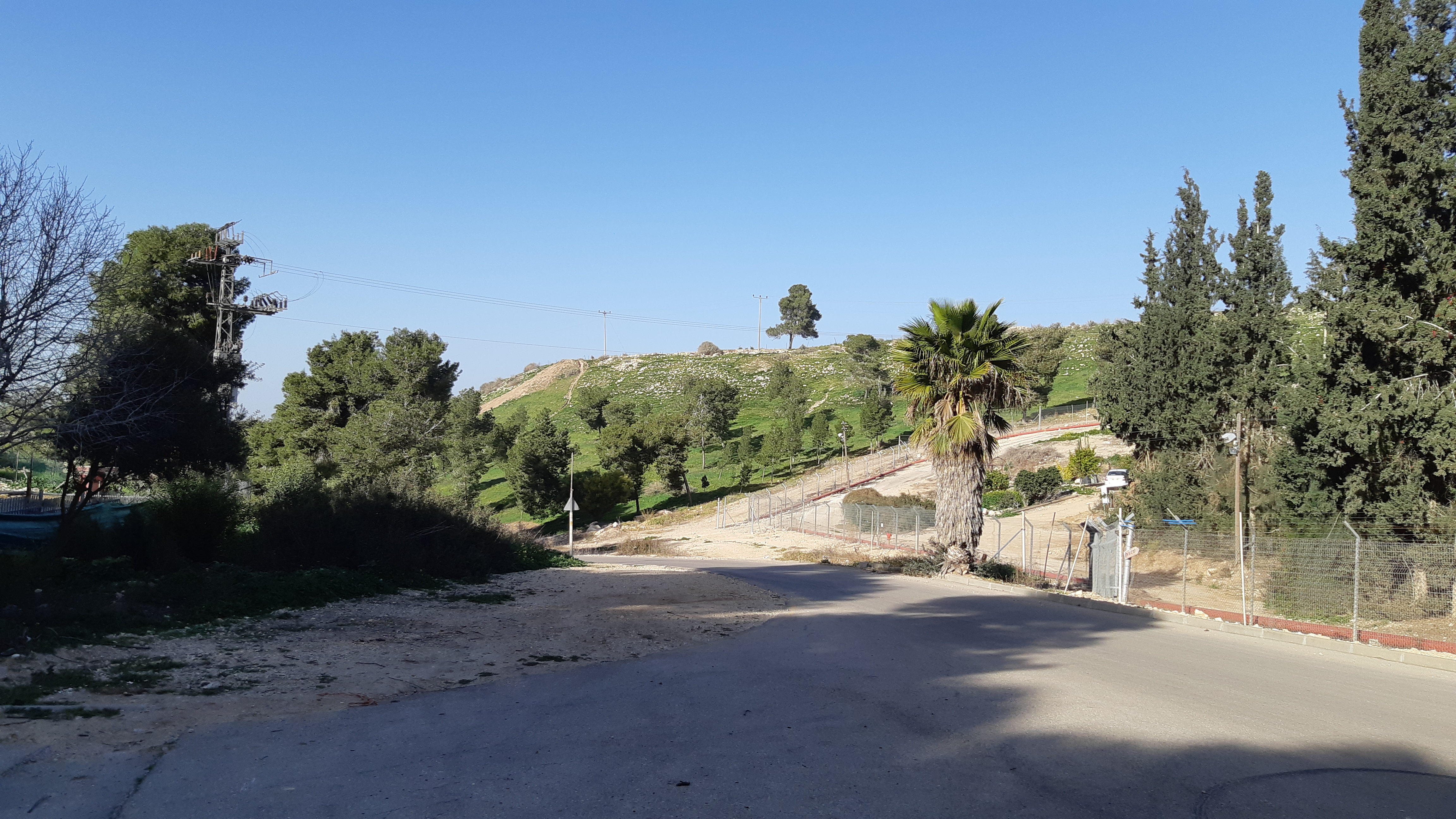
Tel Chalif am nordwestlichen Rand von Lahav, 2019

Das Gebiet zwischen Beerscheba und den Brunnen und Zisternen von Bir Khuweilfeh, wo die felsigen Hügel in das Judäische Bergland ansteigen, ist eine Steinwüste mit trockenen felsigen Bergrücken und Schluchten, in der sich kleine Anbauflächen zwischen zerklüfteten Aufschlüssen aus losen Steinen und Felsbrocken befinden. Die spärlichen Wasserquellen fanden sich hauptsächlich in Erosionsrinnen, während die Straße nach Jerusalem über Ad-Dhahiriya, Hebron und Bethlehem entlang einer Reihe von Bergrücken verlief. Die strategisch wichtige Höhe von Tel el Khuweifleh (hebräisch תֵּל חָלִיף Tel Chalīf) beherrschte nicht nur das gesamte umliegende Land, sondern war auch der Ort mit der besten Wasserversorgung in der Gegend.

Vier osmanische Divisionen kämpften in diesem Gebiet: die 19., 24. und 27. Division sowie die 3. Kavalleriedivision. Während der Schlacht am 31. Oktober hatte das Hauptquartier des osmanischen III. Korps (Albay Ismet Bey) sich von Beersheba nach Tel es Sheria (arabisch تل الشريعة, DMG Tall aš-Šarīʿa) an der osmanischen Militärbahn Masʿūdiyya–Sinai zurückgezogen. Von dort zog es am nächsten Tag weiter nach Ad-Dhahiriya (arabisch الظاهرية, DMG aẓ-Ẓāhiriyya) im Hochland von Hebron. Es folgten das 143. Regiment (24. Division), das 125. Regiment (16. Division) und das 6. Kavallerieregiment. Ziel war es durch diese Truppenkonzentration Allenby dazu zu bringen, mehr Einheiten für den Angriff bereitzustellen und damit den Druck von den osmanischen Streitkräften in Gaza und Sharia zu nehmen. Auf der Gegenseite setzte Lieutenant-General Harry Chauvel die angegliederte 53. (Welsh) Division die Brigade des Imperial Camel Corps (Brigadegeneral Clement Leslie Smith), die ANZAC Mounted Division (Major-General Edward Chaytor) und die Yeomanry Mounted Division (Major-General George Barrow) ein, um die osmanischen Streitkräfte, die die Straße nach Jerusalem verteidigten, zu bedrohen. Ihr Vormarsch hatte die osmanischen Truppen in das Bergland nördlich von Beerscheba zurückgedrängt und schuf so genügend Raum, um das das XX. Korps für einen Flankenangriff auf das Zentrum bei Hareira und Sheria in Stellung zu bringen. Darüber hinaus sollte dieser Vormarsch die 8. Armee (General von Kressenstein), die über die Straßen und Eisenbahnen von Ramla aus versorgt wurden, von denen der deutschen 7. Armee (Mirliva Fevzi Çakmak) isolieren, die über die Straße von Jerusalem in das Bergland führte.

## Die Schlacht

### 1. November
Nachdem die 53. (Welsh) Division (Major-General Stanley Mott), die sich der Imperial Camel Brigade angeschlossen hatte, um 06:30 Uhr durch Beerscheba marschiert war, um eine Position 4–8 km westlich der Stadt einzunehmen, waren die einzigen Einheiten, die die Straße nach Jerusalem nördlich der Stadt verteidigten, die 3. Kavallerie-Division und das 12. Depot Regiment. Bis 15:00 Uhr hatten sie eine Linie errichtet, die sich von Khirbat al-Muweileh im Westen bis zum 475 m hohen Towal Abu Jerwal oberhalb von Beerscheba erstreckte. Von hier aus konnte die Division mit einem Bataillon der Camel Brigade die rechte Flanke des geplanten Vorstoßes des XX. Korps in Richtung Hareira und Sheria decken. Da auf der rechten Flanke bereits Wassermangel herrschte, erhielten zwei Brigaden der ANZAC Mounted Division den Befehl, zwischen den Kamelen und der Straße nach Hebron nach Norden vorzustoßen, um Brunnen zu suchen. Zur gleichen Zeit rückte die 2. Australian Light Horse Brigade (Colonel Granville Ryrie) östlich der Straße von Bir es Sakaty in Richtung Ad-Dhahiriya vor. Die Neuseeländer und ein Teil der 1. Light Horse Brigade (Lieutenant Colonel Charles Frederick Cox) kämpften zwischenzeitlich gegen kleine Gruppen osmanischer Kavallerie, drangen aber stetig durch die Hügel bis zu einer Position zwischen Bir el Makhrune und Towal Abu Jerwal vor. Während ein Bataillon der Imperial Camel Brigade die rechte Seite der 53. (Welsh) Division deckte, wurden die übrigen Bataillone in der Nacht der Anzac Mounted Division unterstellt und östlich bzw. nordöstlich von Beersheba eingesetzt. Auf der Westseite der Stadt wurde die Linie von der 60. (Major-General John Shea), der 74. (Major-General Eric Stanley Girdwood) und der 10. (Irish) Division (Major-General J. R. Longley) gehalten, wobei die letztere die osmanische Militärbahn Masʿūdiyya–Sinai nach Abu Irgeig (arabisch أبو عرقيق, DMG Abū ʿIrqaiyiq) besetzte. Von dort aus erstreckte sich die Verteidigungslinie nach Westen bis zur alten Frontlinie am Wadi Gaza.

### 2. November
Am 2. November wurde die 2. Australian Light Horse Brigade, (A.L.H.) zusammen mit der vorübergehend angegliederten 7. Mounted Brigade (Brigade General John Tyson Wigan), der 1. Light Car Patrol und der 11. Light Armoured Motor Battery, beauftragt, Tel el Khuweilfe, Bir Khuwilfe, Bir Abu Khuff, Ain Khole und Ad-Dhahiriya, die sich 24 km nordöstlich von Beersheba befanden, einzunehmen. Als die 2. Light Horse Brigade ihren Vormarsch begann, geriet sie unter den Beschuss der osmanischen Artillerie, die in Deir Saide, westlich der Straße, stationiert war. Nachdem die Artillerie durch die Ayrshire-Batterie vorübergehend zum Schweigen gebracht worden war, rückte die Brigade langsam vor. Das 6. Australian Light Horse Regiment (Temporary Lieutenant Colonel Harold Albert Duckett White) wurde in der Nähe von Deir Saide zurückgelassen, um die feindlichen Truppen aufzuhalten, während der Rest der Brigade versuchte, sie von der Flanke zu umgehen. Das 5. Australian Light Horse Regiment (Lieutenant Colonel Donald Charles Cameron) bewegte sich nördlich entlang des Weges von Khirbet Salanta parallel und östlich der Straße nach Hebron nach Norden, während das 7. Australian Light Horse Regiment (Brigade General George Macleay Macarthur-Onslow) die Straße selbst hinaufzog. Die 7. Mounted Brigade war den Khuweilfe-Weg hinaufmarschiert, der die Hebron-Straße in der Nähe von Khirbet el Jubbein verlässt, und hatte dort das 8. Australian Light Horse Regiment (Lieutenant Colonel Archibald McGibbon McLaurin) aufgenommen.
Sie erreichte die Weggabelung 1,6 km nordwestlich von Khirbet er Ras ohne Schwierigkeiten und begann dann ihre eigentliche Aufgabe. Auf der rechten Seite sollten die South Notts Hussars die dominierende Höhe Ras en Naqb einnehmen, während die Sherwood Rangers (Lieutenant Colonel Thorpe) sich auf der linken Seite vorarbeiten sollten und die Anhöhe bei Khirbet Abu Khuff besetzen. Die Essex-Batterie sollte die beiden Regimenter, die bei Erreichen ihrer Ziele über 6 km voneinander entfernt sein würden, von der Gabelung aus unterstützen. Bis 13.40 Uhr hatten die South Notts Hussars die Hälfte der Strecke zurückgelegt. Um 15.00 Uhr, nachdem sie die kleinen feindlichen Verbände, die sich ihrem Vormarsch entgegenstellten, zurückgedrängt hatten, besetzten sie den Ras en Naqb, machten dabei 11 Gefangene und erbeuteten 2 Geschütze. Auf der anderen Flanke wurden die Sherwood Rangers jedoch rittlings auf dem Wadi Kohle aufgehalten, weit vor ihrem Ziel. Hier war es zu einem Wettlauf zwischen den nach Osten vorrückenden Osmanen und den nach Norden vorrückenden Briten gekommen, den die Osmanen knapp für sich entschieden.
Da es als zu gefährlich galt, die South Notts während der Nacht in ihrer isolierten Stellung in Ras en Naqb zu belassen, wurde das Regiment nach Einbruch der Dunkelheit mit dem Befehl zurückgezogen, die Stellung am Morgen wieder einzunehmen. Die erbeuteten Geschütze wurden in tiefe Schluchten gekippt. Das 8. Australian Light Horse Regiment hatte kurz nach 14.00 Uhr den Befehl erhalten, zwischen den beiden Yeomanry-Regimentern gegen Tell Khuweilfe vorzustoßen. Der Feind hatte sich in dieser beherrschenden Stellung zu sehr festgesetzt, als dass er von einer Truppe dieser Stärke vertrieben werden konnte, sodass das Regiment 1,5 km vor seinem Ziel übernachten musste. Die ANZAC Mounted Division besetzte in der Nacht eine Linie, die sich etwa von Bir el Nettar über Deir el Hawa bis nach Khirbet el Likiye erstreckte und sich mit der Imperial Camel Brigade auf der rechten Seite der 53. (Welsh) Division, noch in der Nähe von Toweil Abu Jerwal, verband. Das deutsch-osmanische Oberkommando war um seine linke Flanke in großer Sorge. Die Kommunikation zwischen dem Hauptquartier der 7. Armee in Hebron und den Truppen in Khirbet Abu Khuff war durch den Verlust des Ras en Naqb unterbrochen worden. Aufgrund der Tatsache, dass ein Vorauskommando von Kamelkavallerie so weit nach Osten entlang der Straße nach Hebron vorgestoßen war, schloss das Oberkommando in Ad-Dhahiriya, dass aus dieser Richtung weitere Truppen kommen würden. Als Folge postierten sie das 6. Kavallerie-Regiment bei Yutta 6,5 km nördlich von Ad-Dhahiriya. Bei Ad-Dhahiriya selbst befanden sich das 143., Teile des 2. sowie 600 Männer des 12. Depot-Regiments. In den Hügeln westlich der Straße nach Hebron waren die Überlebenden der 27. Division (1350 Mann), das 48. Regiment sowie das 8. Kavallerie-Regiment.

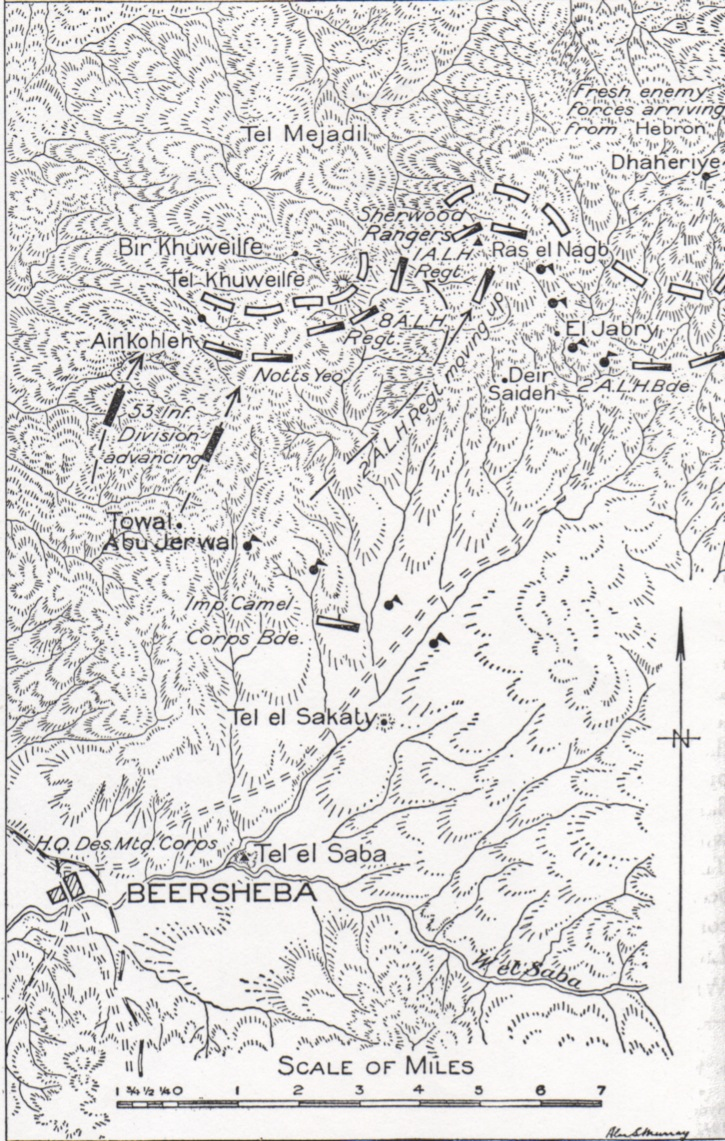
Skizze des Schlachtfelds am 2. und 3. November

### 3. November
Falkenhayn ordnete am Morgen des 3. November einen Gegenangriff in südöstlicher Richtung an, um die EEF von der Straße von Beerscheba nach Jerusalem abzudrängen und die drohende Flankierung der osmanischen Linken zu verhindern. Zu diesem Zweck wurden die 19. Division, die 3. Kavalleriedivision sowie Teile der 16. Division dem osmanischen XX. Korps unter ʿAli Fuʾad unterstellt. Die verspätete Ankunft der 19. Division, die erst am Nachmittag eintraf, und der Vormarsch von Chauvel verhinderten jedoch den Gegenangriff. Die EEF-Luftaufklärung hatte die Bewegungen der osmanischen Kolonnen beobachtet, und Chauvel befahl der 53. (Welsh) Division, auf die Strecke von Ain Kohle nach Tel es Sheria in Richtung Khuweilfe vorzustoßen, um sich mit den Einheiten des Desert Mounted Corps zu verbinden, die die Vorpostenlinie hielten. [Anm. 10] Im Morgengrauen stellte sich heraus, dass der Feind erheblich verstärkt worden war und seine Feuerlinie stellenweise bis auf 200 m an die Australier herangerückt war, die seit 24 Stunden keine Nahrung und fast kein Wasser mehr hatten. Um 7.00 Uhr morgens hatten die South Notts Hussars den Ras el Nagb ohne Schwierigkeiten wieder eingenommen. Eine Stunde später war die 1. Australian Light Horse Brigade (A.L.H.) bis auf 320 m an die feindliche Stellung herangekommen. Ein weiteres Vorrücken war nicht möglich, sodass man auf den Angriff der Infanterie warten musste. Die Versuche der Osmanen, die linke Flanke anzugreifen, wurden durch mitgeführte Maschinengewehre verhindert. Eine Schwadron der 2. Australian Light Brigade erreichte den Ras en Naqb kurz nach 10.00 Uhr, um die South Notts Hussars abzulösen, aber wegen der bedrohlichen Bewegungen des Feindes vor der Stellung blieben die Yeomen bis zum Nachmittag vor Ort.
Eine Schwadron der 3. A.L.H. Brigade wurde ebenfalls an den Ras en Naqb verlegt, sodass ein Angriff einiger osmanischer Kompanien ohne Schwierigkeiten abgewehrt werden konnte. Weder die 1. noch die 7. Brigade konnten ihre Pferde tränken, daher beschloss Generalmajor Chaytor, beide durch die 5. Mounted Brigade (Australian Mounted Division) zu ersetzen, die ihm von General Chauvel zur Verfügung gestellt worden war; die Ablösung erfolgte im Laufe des Nachmittags. In der Zwischenzeit hatte die 2. A.L.H. Brigade auf der äußersten rechten Seite die Flanke des Feindes umgangen und einen Punkt erreicht, der weniger als 1,5 km von der Straße nach Hebron entfernt war, 3 km nördlich von Ad-Dhahiriya. Um 10.15 Uhr begann ein allgemeiner Vorstoß, aber General Chauvel entschied auf Grund zahlenmäßiger Unterlegenheit den Abbruch. In der Nacht hielten die Briten folgende Stellungen: die 2. A.L.H. Brigade hielt eine Linie von 5 km nördlich von Khirbet Salanta über die Straße von Hebron nach El Jabry und die 5. Mounted Brigade eine Linie von dort nach Ras en Naqb. Die Warwick Yeomanry schützte die linke Flanke. An der Front der 53. (Welsh) Division befand sich die 5/Welch Fusiliers bei Khirbet Umm er Rumanim, gegenüber von Tell Khuweilfe. Schließlich die 160. Brigade mit Blick auf den Bergrücken, von Hügel 1706. Da es im Gebiet von Ras en Naqb kein Wasser gab, musste man auf die Brunnen von Beersheba zurückgreifen, die zwei oder drei Tage vor der Einnahme der Stadt durch Regen aufgefüllt worden waren. Am 3. und 4. November wurden in Gärten mehrere Brunnen gefunden. Bis zum 5. November konnten etwa 400.000 Gallonen (1.818 Tonnen) pro Tag gefördert werden.

### 4. November

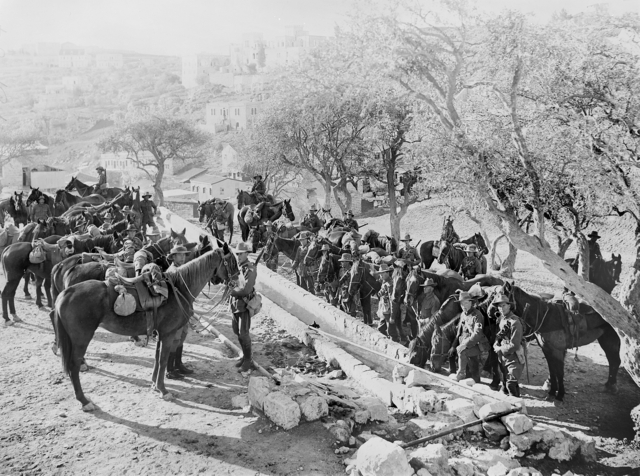
Australier der Anzac Mounted Division tränken ihre Pferde am Fuße des Mount Zion.

Bereits am 3. November hatte Allenby den Generälen Chetwode und Chauvel telegrafiert, dass ihre Korps am nächsten Tag vorrücken und die linke Flanke des Feindes angreifen sollten, in der Erwartung, dass sie morgen Sheria und Nejile erreichen würden. Bei einer Konferenz am Morgen des 4. November kamen General Chetwode und General Chauvel jedoch zu dem Schluss, dass eine Verschiebung auf den 6. November aufgrund von Wasserproblemen unumgänglich sei. Nachdem Allenby ihre Ansichten gehört hatte, stimmte er dem Aufschub zu. Während die Australian Mounted Division nach Karm zurückbeordert wurde, löste die Neu Zealand Mounted Rifle Brigade die 5. Mounted Brigade auf der linken Seite der 2. A. L. H. Brigade in den Hügeln vor Tel Khuweilfeh ab.

In der Zwischenzeit hatte die 53. Division ihren Angriff auf Khuweilfe erneuert. Da die Konvois, die Lebensmittel und Wasser aus Beerscheba brachten, nicht eingetroffen waren, mussten die Männer den Angriff mit leerem Magen beginnen. Der Artilleriebeschuss begann um 05.00 Uhr morgens, der Vorstoß der Infanterie eine Viertelstunde später. Es gab einige Fortschritte, und die unteren Hänge des Hügels 1706 wurden eingenommen. Auf Grund von Munitionsmangel konnte der Artilleriebeschuss jedoch nicht fortgesetzt werden, so dass der Angriff zum Stehen kam. Männer und Tiere litten in der prallen Sonne furchtbar unter Durst. Der Verwaltungsstab des XX. Korps hatte veranlasst, dass eine spezielle LKW-Kolonne mit Wasser bis zum Verpflegungslager an der Straße nach Khurbet el Jubbein vorgeschickt wurde. Der eigene Kamelkonvoi der Division mit Wasser traf jedoch erst am 5. November um 4.30 Uhr morgens ein.

### 5. November
Der 5. November war geprägt von einem weiteren starken Angriff auf Ras en-Naqb, der vom Canterbury-Regiment der New Zealand Mounted Rifles Brigade abgewehrt wurde. Die Brigade sollte in dieser Nacht durch das 4. Bataillon der Camelbrigade abgelöst werden, doch in den gewundenen Tälern verirrten sie sich und erreichten das Canterbury-Regiment erst nach Sonnenaufgang am 6. November. Brigadegeneral Meldrum sah sich daher gezwungen, nahezu alle seine Pferde zum Tränken nach Beersheba zurückzuschicken. Glücklicherweise herrschte am darauffolgenden Morgen Dunkelheit und Nebel, sodass die Ablösung, die erst um 10:45 Uhr abgeschlossen war, ohne Verluste verlief. Die Angriffe auf Ad-Dhahiriya, auf der Straße nach Norden in Richtung Hebron und Jerusalem durch die 2. A.L.H.-Brigade, konnten fortgesetzt werden, da sie in diesem Gebiet Zugang zu Wasser und Weideland hatten. Im Laufe des Tages erreichte eine Patrouille Es Semua, 11 km östlich von Ad-Dhahiriya.

### 6. November
Im Laufe des Vormittags löste die Australian Mounted Division mit der 7. Mounted Brigade die Yeomanry Mounted Division ab und übernahm die Beobachtungslinie zwischen dem XX. und XXI. Korps. Die Yeomanry Division erhielt den Befehl, in der Nacht vorzurücken, um die Lücke auf der rechten Seite der 74. Division zu schließen, die durch die Entwicklung des Angriffs auf die Sheria-Stellung entstehen würde, der am 6. November beginnen sollte. Die Kämpfe in den Bergen vom 1. bis zum 5. November endeten ohne klaren Sieger und brachten Verwirrung mit sich. Die Karten waren ungenau und die Streitkräfte unterstanden verschiedenen Kommandos. Trotzdem waren die Briten strategisch erfolgreich, da sie eine günstige Position einnahmen, von der aus sie die feindliche Flanke angreifen konnten. Alle Versuche des Feindes, sie zu vertreiben, scheiterten. Sie hatten seine Reserve, die 19. Division, die sonst nach Tell esh Sheria gegangen wäre, auf sich gezogen. Das gesamte Gelände eignete sich hervorragend zur Verteidigung, wie die Tatsache verdeutlichte, dass im gesamten Verlauf der Kämpfe keine Seite einen einzigen erfolgreichen Angriff unternommen hat, mit Ausnahme der Einnahme von Ras en Naqb. Die Versorgung mit Wasser stellte eine große Herausforderung dar, obwohl die Infanterievorposten nicht weiter als 16 Kilometer von Beerscheba entfernt waren. Die Schwierigkeit lag sowohl in den schlechten Wegen als auch in der mangelhaften Wasserversorgung der Stadt.

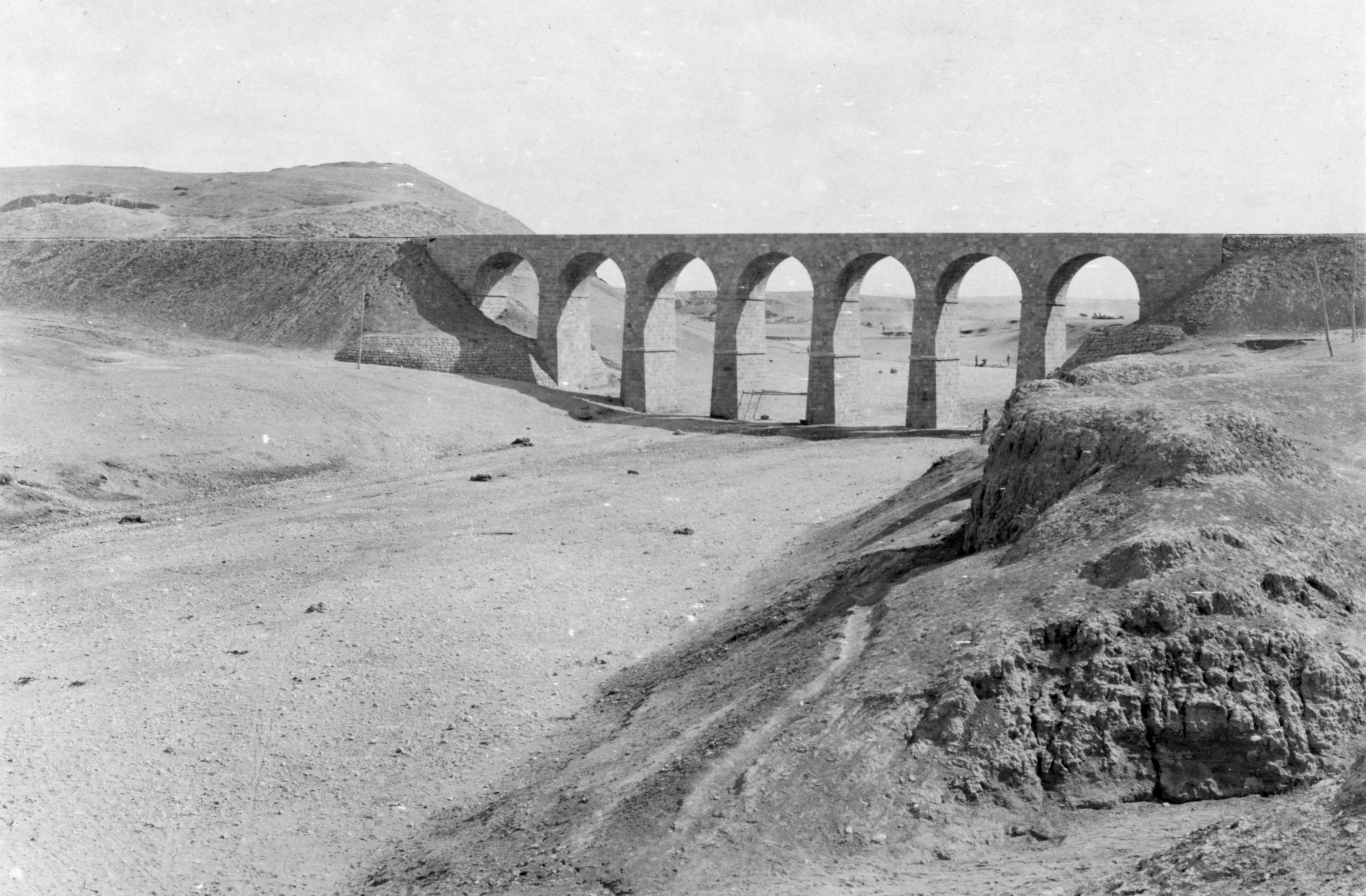
Bahnbrücke bei Tell-el-Sheria der osmanischen Militärstrecke Masʿūdiyya–Sinai, 1917

Die am Hauptangriff teilnehmenden Einheiten sollten bis zum Morgengrauen des 6. November in ihren Stellungen sein: Die 74. Division so nahe wie möglich an der Flanke der feindlichen Linie östlich der osmanischen Militärbahn Masʿūdiyya–Sinai, die 60. vor einigen isolierten Werken nördlich von Bir Abu ʿIrqaiyiq und die 10. Division links von der 60. Die 74. Division, die die Führung übernehmen sollte, hatte das Ziel, die Linie der Werke östlich der Eisenbahn zu erreichen, um dann die rechte Seite der 60. Division zu decken, das Hochland nördlich von Tell esh Sheria einzunehmen und die Wasserversorgung zu schützen. Die 60. Division und eine Brigade der 10. Division sollten dann die osmanische Militärbahn Masʿūdiyya–Sinai überqueren und die Gräben westlich davon bis zu einer Tiefe von 3 km einnehmen. Nördlich von Beerscheba waren die Kräfte in den Hügeln wie folgt verteilt: Auf der rechten Seite die Camel Brigade bei Ras en Naqb, im Zentrum die 53. (Welsh) Division und auf der linken Seite die Yeomanry Mounted Division, die die rechte Seite der 74. Division absicherte, um sie für den Hauptangriff auf die Qawuqa-Gräben freizumachen. Der Rest des Desert Mounted Corps war weit verstreut: Die Australian Mounted Division, die das XX. und XXI. Korps verband, befand sich bei Kharm und Shellal im Osten und Nordosten von Beersheba.
Die 74. Division hatte Schwierigkeiten, ihre Ausgangsposition zu erreichen. Im Vorfeld hatte Generalmajor Girdwood die Brigaden angewiesen, sich etwa 2,7 km nordwestlich der Stellung zu konzentrieren, die sie später gemäß XX Corps Order No. 13 einnehmen sollten. Die neuen Stellungen wurden jedoch größtenteils erst um 03.30 Uhr erreicht. Es blieb damit keine Zeit, die vorgeschobenen osmanischen Stellungen vor der Morgendämmerung zu stürmen. Die 74. Division begann ihren Vormarsch ohne vorherigen Beschuss am 6. November um 5 Uhr morgens. Von ihrem Ausgangspunkt bis zur Bahnlinie waren es etwa 8 km über offenes, fast ungedecktes Gelände. Die feindlichen Stellungen waren geschickt angelegt und wurden zäh verteidigt. Während des langen Vormarsches war es unmöglich, für eine kontinuierliche Artillerieunterstützung zu sorgen, und die Infanterie, die in hohem Tempo vorrückte, musste sich oft nur auf das Deckungsfeuer der Maschinengewehre verlassen. Es war auch nicht einfach, die feindlichen Anlagen zu lokalisieren, da die neueren Anlagen auf den Grabenkarten, die anhand von Flugzeugaufnahmen erstellt worden waren, nicht eingezeichnet waren. Dennoch war die führende Brigade bis 8.30 Uhr zwischen 3 und 5 km vorgedrungen und hatte bis etwa 13.30 Uhr alle ihre Ziele eingenommen.
In der Zwischenzeit hatten sich die 60. und die 10. Division bis zum Kauwukah-Hauptsystem vorgearbeitet, auf das die Artillerie einen systematischen Beschuss durchführte. Kurz nach Mittag war der Stacheldraht soweit zerstört, dass der Angriff beginnen konnte. Die Systeme von Kauwukah und Rushdi wurden rasch überrannt, und um 16.30 Uhr wandten sich zwei Brigaden der 60. Division nach Norden in Richtung Sheria, auf das die 74. Division bereits vorrückte. Es war beabsichtigt, den großen Hügel von Tel esh Sheria (hebräisch תֵּל שֶׁרַע Tel Schera) am Nordufer des Wadi Nachal Grar, der die Wadi-Kreuzung beherrscht, in der Dunkelheit mit einem Bajonettangriff einzunehmen, aber die Osmanen hatten vor der Räumung des Bahnhofs Sheria ein großes Lager mit Vorräten und Munition in Brand gesteckt. Das Licht der Flammen legte die Vormarschlinie durch das Wadi so offen, dass der Versuch abgebrochen wurde. Auf der rechten Seite begann um 4.23 der Vormarsch der 158. Brigade der 53. Division und des 3. Bataillons der Camel-brigade. Alle sechzehn Geschütze der Maschinengewehrkompanie waren so aufgestellt, dass sie zunächst die nahe Seite des Bergrückens und anschließend, wenn die Infanterie vorrückte, die rückwärtigen Hänge unter Beschuss nehmen konnten. Unter dem Schutz des Sperrfeuers erreichten sie um 5.30 Uhr ihr Ziel und schafften es schließlich, sich auf dem Hauptkamm von Khuweilfeh festzusetzen. Durch einen massiven Gegenangriff konnten die Osmanen einen Teil der Angriffslinie eindrücken, erzielten aber keinen Durchbruch.

## Nachwirkungen
Am 7. November stellte Allenby die Pläne für den Durchbruch der Gaza-Beersheba-Linie fertig und begann mit der Verfolgung der beiden osmanischen Armeen. Als das XXI. Korps in Gaza einmarschierte, musste es feststellen, dass sich der Feind in der Nacht zurückgezogen und eine starke Nachhut im Norden der Stadt zurückgelassen hatte. Falkenhayn hatte erkannt, dass die Heeresgruppe Yildirim vernichtet werden würde, wenn sie versuchte, die bereits verlorene taktische Lage wiederherzustellen. Stattdessen befahl er einen geordneten Rückzug auf eine neue Verteidigungslinie bei Wadi Hesi.